# Waschaktive Substanzen
Waschaktive Substanzen bezeichnen den analytisch bestimmbaren Anteil von Tensiden in Waschmittel und Reinigungsmitteln.